# مامان و روسپی
مامان و روسپی (فرانسوی: La Maman et la Putain‎) شاهکاری به کارگردانی و نویسندگی ژان اوستاش است که در سال ۱۹۷۳ منتشر شد. از ستارگان فیلم می‌توان به برنادت لافون، ژان‌پیر لئو و آندره تشینه اشاره کرد. ژان اوستاش فیلمنامه اثر را با الهام از روابط خود نوشته و فیلم را از مه تا ژوئیه 1972 فیلمبرداری کرد. این فیلم بلند تقریبا 3 ساعت و 30 دقیقه ای در ابتدا با برخی واکنش‌های انتقادی دوگانه رو به رو گردید؛ اما منتقدان و فیلمسازان بعدی از آن حمایت کردند.
این فیلم در بیست و ششمین جشنواره فیلم کن به نمایش در آمد و در حالی که کاندید جایزه نخل طلایی بود، برنده جایزه بزرگ هیئت داوران این جشنواره شد. همچنین ژان اوستاش در همان سال برنده جایزه انجمن سینما نو در جشنواره جهانی فیلم برلین گردید.

## داستان فیلم
الکساندر جوانی است بیکار که همراه با معشوقه‌ی جوان خود مری که بوتیک دارد، زندگی میکند. این دو با هم رابطه جنسی  دارند. الکساندر قصد ازدواج و زندگی کردن با ژیلبرت را دارد ولی  ژیلبرت به خاطر دعوا و زد و خوردهایی که قبلا داشتند و مخصوصا بخاطر حاملگی ژیلبرت و مجبور شدن او به سقط، با اینکه الکساندر را دوست دارد و الکساندر نیز پشیمان شده است؛ او را مورد مناسبی برای ازدواج دیگر نمیداند و میخواهد با فرد دیگری ازدواج کند. الکساندر با ورونیکا استروالد آشنا میشود . او از 19 سالگی پرستار بیمارستانی در نیس است و همزمان به مدت 5 سال به روسپیگری در اتاقی که در همان بیمارستان دارد، می پردازد. او که تا به حال ازدواج نکرده است؛ میگوید به عشق عقیده ای ندارد و  توقعش از مردها زیاد است و آنها ناامیدش میکنند. او میگوید عاشق رقص، دیسکو، خرید لباس و زیبایی است و برای همه ی اینها به پول نیاز دارد. الکساندر بعد از چند بار قرار و ملاقات و پیاده روی و قبول نکردن پشنهاد ورونیکا برای رابطه در کنار رود شهر نیس؛ و علاقه مند شدن آنها به یکدیگر، او را به خانه و دیدن مادرش دعوت میکند. مری با اینکه ورونیکا را دوست دارد ولی به او حسادت میکند. مری برای خرید 3 روزه به لندن میرود و در این مدت آنها با هم در خانه مری رابطه جنسی برقرار می کنند. وقتی مری از سفر برمیگردد، متوجه حضور  ورونیکا میشود. ورونیکا که عاشق شده است، دعوت دو دوست مردخود را برای پارتی و رابطه را قبول نمیکند و از قصدش برای ماندن و داشتن رابطه با الکساندر میگوید و اینکه تلاش میکند که با الکساندر زندگی کند؛ ولی میگوید نمیخواهد مردی را که دوستش دارد را به اتاقی که او قبلا در آن با مردان زیادی بوده است، ببرد. ولی الکساندر اصرار به رابطه در اتاق ورونیکا دارد. از طرفی الکساندر  بعد از عشق بازی با مری به او میگوید،در موقع رابطه با او به مرگ فکر میکند. در همین حال ورونیکا زنگ میزند و میگوید میخواهد به خانه آنها بیاید؛ و اینگونه از رابطه آنها مطلع میشود. ورونیکا که مشکلی با این نوع از رابطه ندارد، بعد از عشق بازی با الکساندر میگوید، الکساندر بسیار خوشبخت است که همزمان با دو زن که دوستش دارند، همبستر است. ولی مری که از عشق بازی آنها در حضور او تاب نمی آورد؛ اقدام به خودکشی با قرص میکند ولی الکساندر نجاتش میدهد. مری آنها را از خانه بیرون می اندازد. فردای آن روز ورونیکا با مری و الکساندر در خانه ملاقات میکند و با گریه میگوید شما از روی عشق و علاقه با هم رابطه دارید و این بسیار زیباست و من بین شما احساس خوشبختی میکنم؛ او اعتقاد دارد که فردی به نام روسپی وجود ندارد و تنها نیاز زن و مرد به یکدیگر واقعیت دارد و این ما هستیم که با دادن عنوان های مختلف، کار را سخت کرده ایم. از نظر ورونیکا در رابطه جنسی عشقی وجود ندارد،  مگر اینکه به قصد آوردن فرزند باشد. او رابطه را تمام شده میپندارد و خانه را ترک میکند و به اتاقش در بیمارستان برمیگردد ولی الکساندر او را دنبال کرده و در همان اتاق معروف از او درخواست ازدواج میکند.